# Опиоидные пептиды
Опиоидные пептиды — группа нейропептидов, являющихся эндогенными лигандами-агонистами к опиоидным рецепторам. Обладают анальгезирующим действием. К эндогенным опиоидным пептидам относят эндорфины, энкефалины, динорфины и др. Система опиоидных пептидов головного мозга играет важную роль в формировании мотиваций, эмоций, поведенческой привязанности, реакции на стресс и боль и в контроле приёма пищи.
Опиоид-подобные пептиды могут также поступать в организм с пищей (в виде казоморфинов, экзорфинов и рубисколинов), но обладают ограниченным физиологическим действием.

## Эндогенные опиоидные пептиды
Человеческий геном содержит три гомологичных гена, которые, как известно, кодируют эндогенные опиоидные пептиды. Каждый ген кодирует синтез крупных белков — проопиомеланокортина (ПОМК), препроэнкефалина и препродинорфина.
- ПОМК — предшественник эндорфинов (а также АКТГ и МСГ). Нуклеотидная последовательность человеческого гена ПОМК была описана в 1980 году.[1] Ген ПОМК кодирует синтез эндогенных опиоидов, таких как β-эндорфин и гамма-эндорфин.[2] Пептиды с опиоидной активностью, которые являются производными проопиомеланокортина, составляют класс эндогенных опиоидных пептидов, называемых «эндорфины».
- Из препроэнкефалина образуются энкефалины. Человеческий ген энкефалинов был выделен и его последовательность описана в 1982 году.[3]
- Препродинорфин — предшественник динорфинов. Человеческий ген динорфинов (первоначально называвшихся ген «энкефалина B» из-за структурного сходства с геном энкефалина) был выделен и его последовательность описана в 1983 году.[4]
- Адренорфин и амидорфин были открыты в 1980-х годах.
- Опиорфин, обнаруженный в слюне человека, является ингибитором энкефалиназы, т.е. предотвращает метаболизм энкефалинов.

Новый эндогенный опиоидный пептид был выделен в 1995 году и назван орфанин FQ или ноцицептин. Изученная аминокислотная последовательность его предшественника, препроноцицептина, позволяет предположить существование препроноцицептин-производных нейропептидов, кроме орфанина FQ/ноцицептина. Открыт также новый класс эндогенных опиоидных пептидов — эндоморфины.

## Пищевые опиоидные пептиды
- Казоморфин (в молоке)
- Глютеновый экзорфин (в глютене)
- Глиадорфин/глютеоморфин (в глютене)
- Рубисколин (в шпинате)

## Микроорганизменные опиоидные пептиды
- Дельторфины I и II (грибы)
- Дерморфин (неизвестный микроорганизм)